# Санга
Санга (на френски: Sangha) е една от десетте области на Република Конго. Разположена е в северната част на страната и граничи с Габон, Камерун и ЦАР. Столицата на областта е град Уесо. Площта ѝ е 55 800 км², а населението е 85 738 души, по преброяване от 2007 г. Санга е разделена на 3 общини.